# Volta a Portugal de 1973
A 36ª edição da Volta a Portugal em Bicicleta ("Volta 73") decorreu entre os dias 5 e 19 de Agosto de 1973. Composta por 20 etapas.

## Etapas
| Nº            | Dia          | Etapa                                     | km  | Vencedor da etapa                           | Camisola amarela                      |
| ------------- | ------------ | ----------------------------------------- | --- | ------------------------------------------- | ------------------------------------- |
| Prólogo       | 5 de Agosto  | Pista de Alvalade (C/R individual)        | 5   | Joaquim Agostinho (Sporting-GazCidla)       | Joaquim Agostinho (Sporting-GazCidla) |
| 1ª etapa      | 6 de Agosto  | Almada - Beja                             | 206 | Álvaro Roque (Âmbar)                        | Álvaro Roque (Âmbar)                  |
| 2ª etapa      | 7 de Agosto  | Beja - Lagos                              | 175 | José Maria Nunes (Gin. Tavira)              | Álvaro Roque (Âmbar)                  |
| 3ª etapa / A  | 8 de Agosto  | Lagos - Loulé                             | 70  | Fernando Mendes (Benfica)                   | Álvaro Roque (Âmbar)                  |
| 3ª etapa / B  | 8 de Agosto  | Pista de Tavira                           | 2   | Joaquim Agostinho (Sporting-GazCidla)       | Álvaro Roque (Âmbar)                  |
| 4ª etapa      | 9 de Agosto  | Beja - Envendos                           | 237 | Fernando Mendes (Benfica)                   | Álvaro Roque (Âmbar)                  |
| 5ª etapa      | 10 de Agosto | Abrantes - Figueira da Foz                | 202 | Joaquim Agostinho (Sporting-GazCidla)       | Joaquim Agostinho (Sporting-GazCidla) |
| 6ª etapa / A  | 11 de Agosto | Figueira da Foz - Porto                   | 144 | José Luis Viejo (Caves Messias)             | Joaquim Agostinho (Sporting-GazCidla) |
| 6ª etapa / B  | 11 de Agosto | Circuito das Antas                        | 6   | Juan Zurano (Caves Messias)                 | Joaquim Agostinho (Sporting-GazCidla) |
| 7ª etapa      | 12 de Agosto | Porto - Guimarães                         | 170 | Vítor Rocha (Sporting-GazCidla)             | Joaquim Agostinho (Sporting-GazCidla) |
| 8ª etapa      | 13 de Agosto | Guimarães - Vidago                        | 173 | Francisco Alves Miranda (Sporting-GazCidla) | Joaquim Agostinho (Sporting-GazCidla) |
| 9ª etapa / A  | 14 de Agosto | Vidago - Pedras Salgadas (C/R individual) | 10  | Joaquim Agostinho (Sporting-GazCidla)       | Joaquim Agostinho (Sporting-GazCidla) |
| 9ª etapa / B  | 14 de Agosto | Vidago - Murça                            | 100 | Agustín Tamames (Caves Messias)             | Joaquim Agostinho (Sporting-GazCidla) |
| 10ª etapa     | 15 de Agosto | Lamego - Torre                            | 152 | Joaquim Agostinho (Sporting-GazCidla)       | Joaquim Agostinho (Sporting-GazCidla) |
| 11ª etapa / A | 16 de Agosto | Pista de Sangalhos                        | 2   | Joaquim Agostinho (Sporting-GazCidla)       | Joaquim Agostinho (Sporting-GazCidla) |
| 11ª etapa / B | 16 de Agosto | Seia - Águeda                             | 129 | Agustín Tamames (Caves Messias)             | Joaquim Agostinho (Sporting-GazCidla) |
| 12ª etapa     | 17 de Agosto | Águeda - Alcobaça                         | 188 | Vítor Rocha (Sporting-GazCidla)             | Joaquim Agostinho (Sporting-GazCidla) |
| 13ª etapa     | 18 de Agosto | Alcobaça - Lourinhã                       | 171 | Agustín Tamames (Caves Messias)             | Joaquim Agostinho (Sporting-GazCidla) |
| 14ª etapa     | 19 de Agosto | Lourinhã - Autodril                       | 116 | Manuel Gomes (FC Porto)                     | Joaquim Agostinho (Sporting-GazCidla) |
| 15ª etapa     | 19 de Agosto | Autodril - Lisboa (C/R individual)        | 36  | Joaquim Agostinho (Sporting-GazCidla)       | Joaquim Agostinho (Sporting-GazCidla) |

## Classificações Finais

### Geral individual
| Lugar | Nome                  | Nacionalidade | Equipa            | Tempo       |
| DSQ   | Joaquim Agostinho     | Portugal      | Sporting-GazCidla | 66h 27' 28" |
| 01º   | Jesús Manzaneque      | Espanha       | Caves Messias     | 66h 42' 23" |
| 02º   | Fernando Mendes       | Portugal      | Benfica           | + 4' 28"    |
| 03º   | José Martins          | Portugal      | Coelima           | + 8' 04"    |
| 04º   | Herculano de Oliveira | Portugal      | Sangalhos         | + 9' 09"    |
| 05º   | Joaquim Andrade       | Portugal      | FC Porto          | + 9' 40"    |
| 06º   | Venceslau Fernandes   | Portugal      | Benfica           | + 12' 02"   |
| 07º   | Juan Zurano           | Espanha       | Caves Messias     | + 13' 05"   |
| 08º   | Vítor Rocha           | Portugal      | Sporting-GazCidla | + 13' 20"   |
| 09º   | António Martins       | Portugal      | Benfica           | + 14' 02"   |

A Volta a Portugal de 1973 foi vencida por Jesús Manzaneque da equipa Caves Messias, devido ao resultado positivo de uma analise anti-doping de Joaquim Agostinho e sua consequente desclassificação.

### Equipas
| Lugar | Equipa            |
| 1º    | Sporting-GazCidla |
| 2º    | Coelima           |
| 3º    | FC Porto          |

### Outras classificações
Pontos: Fernando Mendes (Benfica), 49 pontos.
Montanha: José Abillera Balboa (Caves Messias), 86 pontos.
Metas Volantes: Francisco Alves Miranda (Sporting-GazCidla), 13 pontos.
Combinado: Joaquim Agostinho (Sporting-GazCidla).
Troféu Especial: Fernando Mendes (Benfica).

## Ciclistas
Partiram: 97; Desistiram: 52; Terminaram: 45.